# کربی، شهرستان واکر، آلاباما
کربی (به انگلیسی: Curry) یک منطقهٔ مسکونی در ایالات متحده آمریکا است که در شهرستان واکر، آلاباما واقع شده‌است. کربی ۱۸۹٫۸۹ متر بالاتر از سطح دریا واقع شده‌است.